# Apátia
Az apátia vagy közöny az érzelmek, az érdeklődés és a törődés hiánya. Egy indifferens állapot, amely az olyan érzések elnyomásával jár, mint például az aggodalom, az izgalom, a motiváció és a szenvedély. Az apatikus személyek nélkülözik az érdeklődést az érzelmi, szociális, spirituális, filozófiai vagy fizikai életben és a világban. Problémát jelenthet számukra, hogy nem találnak értelmet és célt az életükben. Érzéketlenek és lassúak lehetnek bizonyos helyzetekben. A pozitív pszichológia nézetei szerint az apátia annak a következménye, hogy a személy úgy érzi, nincs birtokában a megfelelő képességeknek ahhoz, hogy egy adott kihívással szembenézzen. Továbbá, ez az érzés abból is fakadhat, hogy a személy semmilyen kihívást nem érzékel (pl. a kihívás irreleváns számára vagy a tanult tehetetlenség állapotába került). Az apátia más, specifikusabb mentális problémák jele is lehet, például a skizofréniáé vagy a demenciáé. Azonban ez egy olyan érzés, amivel minden ember szembenéz valamilyen mértékben. Ez egy természetes válasz a csalódásra, levertségre és a stresszre. A jelenségnek ez az általános típusa általában csak rövid ideig fennálló probléma. Ha hosszú ideig (akár élethosszig tartóan) jelentkezik, akkor nagy eséllyel mélyebben gyökerező szociális és pszichológiai problémák is szerepet játszanak az állapot fenntartásában.

## Etimológia
Habár az apátia szó a görög ἀπάθεια (apatheia) szóból származik (ἀπάθης (apathēs, érzés nélkül: a- („nélkül”), pathos („érzés”)) és először 1594-ben használták, fontos, hogy ne keverjük össze a kifejezést és annak eredeti alakját. Ugyanis az apatheia görög jelentése, mely magába foglalja a szenvedély hiányát és az érzéketlenséget is, a sztoikus filozófusok elméleteiben arra a (kívánatos) állapotra vonatkozott, amiben az ember teljes közömbösségre képes minden olyan dologgal szemben, amit nem képes kontrollálni. (Ez az ő szemléletükben minden külső dolog, mivel az egyén csak saját reprezentációiért és ítéleteiért felelős.) Az apátiával szemben az apatheia-t erénynek tekintik.

## Mérése

### Apátiaértékelő skála
A Robert Marin által 1991-ben kidolgozott Apathy Evaluation Scale (AES) egy agyi patológiákhoz kötött mérőeszköz. Három verziója létezik, egy önértékelő, egy közeli ismerős (jellemzően hozzátartozó) által kitölthető és egy klinikusi változat. A skála olyan kérdőíveken alapszik, melyek az érdeklődés, motiváció, szocializáció és egyéni időtöltés témaköreivel foglalkoznak. A személy vagy hozzátartozó válaszai az „egyáltalán nem”, „részben”, „valamennyire” és „nagyon” lehetőségek között mozognak. A kérdések között fordított tételek is vannak. A kitöltés után az itemekhez tartozó pontszámok alapján értékelhető a személy apátiájának szintje.

## Történelem
A keresztények hagyományosan hibáztatták az apátiát, mivel az hibát jelent Isten és az ő művének imádata terén. Ebben az értelmezésében a közönyre úgy is utalnak mint restségre ami a hét főbűn között felsorolásra is kerül. Clemens Alexandrinus arra használta a kifejezést, hogy olyan filozófusokat vonzzon a kereszténységhez, akik az erény után epekedtek.
A közöny modern fogalma az első világháború után vált köztudottá, a háború utóhatása miatt. Azok a katonák, akik átélték a kereszttüzeket és bombázásokat, akik látták a csatatereket telve halott testekkel és sebesült katonákkal, egyfajta lekapcsolt érzéketlenséget fejlesztettek ki a társas interakcióikban, miután visszatértek a csatatérről.

## Fordítás
Ez a szócikk részben vagy egészben  az   Apathy című angol Wikipédia-szócikk ezen változatának fordításán alapul.  Az eredeti cikk szerkesztőit annak laptörténete sorolja fel. Ez a jelzés csupán a megfogalmazás eredetét és a szerzői jogokat jelzi, nem szolgál a cikkben szereplő információk forrásmegjelöléseként.